# Edward Meyrick
Edward Meyrick, född 25 november 1854 i Ramsgate, död 31 mars 1938 i Thornhanger, Marlborough var en brittisk lärare och amatörentomolog. Han var expert på mikrofjärilar och var med och la grunden till den moderna systematiken.

## Biografi
Meyrick utbildades vid Marlborough College och Trinity College i Cambridge. Han började att publicera anteckningar om mikrofjärilar 1875 och när han i december 1877 fick en läraranställning i New South Wales ökade möjligheterna att ägna sig åt sitt intresse. Han stannade i Australien i tio år och återvände då till England för att undervisa vid Marlborough College och blev samtidigt medlem i Linnean Society of New South Wales. Han skrev Handbook of British Lepidoptera (1895) och Exotic Microlepidoptera (1912–1937), den senare bestod av fyra kompletta volymer samt en femte påbörjad. Heyrick skrev även ett flertal akademiska artiklar. Han blev ledamot i Entomological Society of London och Fellow of the Royal Society. Hans enorma samling med över 100 000 exemplar av fjärilar finns på Natural History Museum i London. Det är sannolikt att han samlat in fler fjärilar än någon annan.